# Atletica leggera maschile ai Giochi della XXX Olimpiade
Ai Giochi della XXX Olimpiade di Londra 2012 sono stati assegnati 24 titoli nell'atletica leggera maschile.

## Calendario
| Uomini     |              |            |            |            |             |                         |                         |                   |          |    |    |
|            | 100 m        | 100 m      |            | 200 m      | 200 m       | 200 m                   | Staffetta 4×100 m       | Staffetta 4×100 m |          | 24 |    |
|            | 400 m        | 400 m      | 400 m      |            |             | Staffetta 4×400 m       | Staffetta 4×400 m       |                   |          | 24 |    |
|            |              |            | 800 m      | 800 m      |             | 800 m                   |                         |                   |          | 24 |    |
| 1500 m     | 10000 m      | 1500 m     |            | 1500 m     | 5000 m      |                         |                         | 5000 m            |          | 24 |    |
| 3000 siepi |              | 3000 siepi |            | 110 m ost. | 110 m ost.  |                         |                         |                   |          | 24 |    |
|            | Marcia 20 km |            |            |            |             |                         |                         | Marcia 50 km      | Maratona | 24 |    |
| Lungo      | Lungo        | Alto       |            | Alto       |             | Asta                    | Asta                    |                   |          | 24 |    |
| Peso       |              |            |            | Triplo     |             | Triplo                  |                         |                   |          | 24 |    |
| Martello   |              | Martello   | Disco      | Disco      | Giavellotto |                         |                         | Giavellotto       |          | 24 |    |
| 400 m ost. | 400 m ost.   |            | 400 m ost. |            |             | Decathlon (1ª giornata) | Decathlon (2ª giornata) |                   |          | 24 |    |
|            |              |            |            |            |             |                         |                         |                   |          |    |    |
| Titoli     | 1            | 3          | 3          | 2          | 3           | 1                       | 3                       | 3                 | 4        | 1  | 24 |

|  | Qualificazioni |  | Finali |

A Londra sono state introdotte delle novità nel cronoprogramma che modificano una struttura che si riteneva consolidata. 
La novità più evidente riguarda le gare veloci. Tra le batterie e la finale c'è un solo turno intermedio. Tale modifica era stata introdotta ad Atene 2004 per i 400 metri. Il turno intermedio viene chiamato «semifinale», ma è notevolmente diverso dalla tipica semifinale a otto dove passano i primi quattro. Si compone di tre serie e la qualificazione è riservata ai primi due; vengono ripescati i due migliori tempi. Con soli tre turni invece di quattro, gli atleti sono meno stanchi e ci sono maggiori probabilità di assistere a nuovi record. Il cambiamento è ancora di più evidente nei 110 ostacoli: da quattro giorni di gare si scende a due.
Proprio l'esigenza di nuovi primati sembra essere all'origine di un'altra novità, già sperimentata nel programma femminile, ma non ancora in quello maschile: la disputa delle finali delle due staffette in due giorni diversi. Il programma maschile (venerdì la 4x400 e sabato la 4x100) è speculare a quello femminile. L'unico motivo apparente per cui si è deciso di concludere il programma con la staffetta veloce sembra sia quello di dare massimo risalto allo scontro tra il quartetto giamaicano e quello statunitense, che da Pechino 2008 vivono confronti al calor bianco. 
Delle due gare col testimone, si è voluto mettere in risalto la prova che ha più probabilità di entrare nel libro dei record.
Per ultimo, ma non meno importante, è stata modificata una delle strutture portanti del calendario dell'atletica leggera alle manifestazioni mondiali. Le corse su pista sono sempre state distribuite come segue: 100-400-1500-10000 metri nella prima parte della settimana; 200-800-5000 metri nella seconda parte. A Londra gli 800 metri sono stati arretrati di due giorni, di conseguenza nessuno ha potuto tentare l'accoppiata con i 1500 m, che nel passato ha prodotto risultati e vittorie sensazionali.
Queste tre modifiche sono state confermate ai Campionati mondiali di Mosca 2013.

## Nuovi record
Il record mondiale è, per definizione, anche record olimpico.
| Nuovo record mondiale in       | 1 specialità: | 800 metri piani                                 |
| Nuovo record olimpico in altre | 3 specialità: | 100 metri piani, 800 metri piani, marcia 20 km. |

## Risultati delle gare
| Specialità | Oro                                                                           | Risultato | Argento                                                                           | Risultato | Bronzo                                                                           | Risultato     | Dettagli            |
| --- | ----------------------------------------------------------------------------- | --------- | --------------------------------------------------------------------------------- | --------- | -------------------------------------------------------------------------------- | ------------- | ------------------- |
| 100 m | Usain Bolt                                                                    | 9"63      | Yohan Blake                                                                       | 9"75      | Justin Gatlin                                                                    | 9"79          | Classifica completa |
| 200 m | Usain Bolt                                                                    | 19"32     | Yohan Blake                                                                       | 19"44     | Warren Weir                                                                      | 19"84         | Classifica completa |
| 400 m | Kirani James                                                                  | 43"94     | Luguelín Santos                                                                   | 44"46     | Lalonde Gordon                                                                   | 44"52         | Classifica completa |
| 800 m | David Rudisha                                                                 | 1'40"91   | Nijel Amos                                                                        | 1'41"73   | Timothy Kitum                                                                    | 1'42"53       | Classifica completa |
| 1.500 m | Taoufik Makhloufi                                                             | 3'34"08   | Leonel Manzano                                                                    | 3'34"79   | Abdalaati Iguider                                                                | 3'35"13       | Classifica completa |
| 5.000 m | Mohamed Farah                                                                 | 13'41"66  | Dejen Gebremeskel                                                                 | 13'41"98  | Thomas Pkemei Longosiwa                                                          | 13'42"36      | Classifica completa |
| 10.000 m | Mohamed Farah                                                                 | 27'30"42  | Galen Rupp                                                                        | 27'30"90  | Tariku Bekele                                                                    | 27'31"43      | Classifica completa |
| 110 m ostacoli | Aries Merritt                                                                 | 12"92     | Jason Richardson                                                                  | 13"04     | Hansle Parchment                                                                 | 13"12         | Classifica completa |
| 400 m ostacoli | Félix Sánchez                                                                 | 47"63     | Michael Tinsley                                                                   | 47"91     | Javier Culson                                                                    | 48"10         | Classifica completa |
| 3.000 m siepi | Ezekiel Kemboi                                                                | 8'18"56   | Mahiedine Mekhissi-Benabbad                                                       | 8'19"08   | Abel Kiprop Mutai                                                                | 8'19"73       | Classifica completa |
| Maratona | Stephen Kiprotich                                                             | 2h08'01"  | Abel Kirui                                                                        | 2h08'27"  | Wilson Kipsang Kiprotich                                                         | 2h09'37"      | Classifica completa |
| Marcia 20 km | Chen Ding                                                                     | 1h18'46"  | Erick Barrondo                                                                    | 1h18'57"  | Wang Zhen                                                                        | 1h19'25"      | Classifica completa |
| Marcia 50 km | Jared Tallent                                                                 | 3h36'53"  | Si Tianfeng                                                                       | 3h37'16"  | Robert Heffernan                                                                 | 3h37'54"      | Classifica completa |
| Salto in alto | Erik Kynard                                                                   | 2,33 m    | Derek Drouin Robert Grabarz Mutaz Essa Barshim                                    | 2,29 m    | Non assegnato                                                                    | Non assegnato | Classifica completa |
| Salto con l'asta | Renaud Lavillenie                                                             | 5,97 m    | Björn Otto                                                                        | 5,91 m    | Raphael Holzdeppe                                                                | 5,91 m        | Classifica completa |
| Salto in lungo | Greg Rutherford                                                               | 8,31 m    | Mitchell Watt                                                                     | 8,16 m    | Will Claye                                                                       | 8,12 m        | Classifica completa |
| Salto triplo | Christian Taylor                                                              | 17,81 m   | Will Claye                                                                        | 17,62 m   | Fabrizio Donato                                                                  | 17,48 m       | Classifica completa |
| Getto del peso | Tomasz Majewski                                                               | 21,89 m   | David Storl                                                                       | 21,86 m   | Reese Hoffa                                                                      | 21,23 m       | Classifica completa |
| Lancio del disco | Robert Harting                                                                | 68,27 m   | Ehsan Hadadi                                                                      | 68,18 m   | Gerd Kanter                                                                      | 68,03 m       | Classifica completa |
| Lancio del martello | Krisztián Pars                                                                | 80,59 m   | Primož Kozmus                                                                     | 79,36 m   | Kōji Murofushi                                                                   | 78,71 m       | Classifica completa |
| Lancio del giavellotto | Keshorn Walcott                                                               | 84,58 m   | Antti Ruuskanen                                                                   | 84,12 m   | Vítězslav Veselý                                                                 | 83,34 m       | Classifica completa |
| Decathlon | Ashton Eaton                                                                  | 8.869 p.  | Trey Hardee                                                                       | 8.671 p.  | Leonel Suárez                                                                    | 8.523 p.      | Classifica completa |
| Staffetta 4×100 m | Giamaica Nesta Carter Michael Frater Yohan Blake Usain Bolt Kemar Bailey-Cole | 36"84     | Trinidad e Tobago Keston Bledman Marc Burns Emmanuel Callender Richard Thompson   | 38"12     | Francia Jimmy Vicaut Christophe Lemaitre Pierre-Alexis Pessonneaux Ronald Pognon | 38"16         | Classifica completa |
| Staffetta 4×400 m | Bahamas Chris Brown Demetrius Pinder Michael Mathieu Ramon Miller             | 2'56"72   | Stati Uniti Bryshon Nellum Joshua Mance Tony McQuay Angelo Taylor Manteo Mitchell | 2'57"05   | Trinidad e Tobago Lalonde Gordon Jarrin Solomon Ade Alleyne-Forte Deon Lendore   | 2'59"40       | Classifica completa |
| record mondiale; record olimpico; record mondiale stagionale; record africano; record asiatico; record europeo; record nord-centroamericano e caraibico; record sudamericano; record oceaniano; record nazionale; record personale; record personale stagionale. |                                                                               |           |                                                                                   |           |                                                                                  |               |                     |

Statistiche
Dei 20 olimpionici vincitori di gare individuali a Pechino (Usain Bolt e Kenenisa Bekele vinsero due gare ciascuno), nessuno ha lasciato l'attività agonistica (è la prima volta). Però un americano non si è qualificato ai Trials e un kenyota non è stato selezionato; il connazionale Samuel Wanjiru è deceduto. Infine, il campione del salto triplo è infortunato e Alex Schwazer è stato squalificato. I rimanenti quindici campioni olimpici si presentano a Londra per difendere il titolo. Solo tre riescono a confermarsi: lo stesso Bolt (che, riconfermandosi su 100 e 200 metri, realizza un'impresa) e Tomasz Majewski nel Getto del peso.
Sono tre i primatisti mondiali che vincono la loro gara a Londra: Usain Bolt (sia sui 100 che sui 200 metri), David Rudisha (800 metri) e Ashton Eaton (Decathlon).

Félix Sánchez (400 ostacoli) ed Ezekiel Kemboi (3000 siepi) rivincono il titolo dopo otto anni.
Nel 2011 si sono tenuti a Taegu, in Corea del Sud, Campionati mondiali di atletica leggera. Dei 22 campioni di gare individuali diciannove si presentano a Londra per tentare l'abbinamento con l'oro olimpico. Vi riescono in sette: Usain Bolt (solo sui 200 metri), Kirani James (400 metri), David Rudisha (800 metri), Mohammed Farah (5000 metri), Ezekiel Kemboi (3000 siepi), Christian Taylor (Salto triplo) e Robert Harting (Lancio del disco). I primi tre migliorano la loro prestazione dell'anno prima; gli altri quattro la peggiorano.

Tre atleti, Usain Bolt, Kenenisa Bekele e Dayron Robles (110 ostacoli) sono gli unici che si presentano nella veste di campione in carica e di primatista mondiale. Solo Bolt vince per la seconda volta il titolo, su entrambe le gare in cui scende i pista: i 100 e i 200 metri.
Sono 7 gli atleti juniores che partecipano alle finali delle corse in pista e dei concorsi. Negli 800 metri vi sono tre junior, dei quali due salgono sul podio: Nijel Amos (18 anni) e Timothy Kitum (17 anni, quindi è Allievo). Nel giavellotto è uno junior che si aggiudica l'oro: Keshorn Walcott di Trinidad e Tobago.